# 丁二酰氯
丁二酰氯（也称为琥珀酰氯）是一种含氯有机化合物，化学式为(CH2)2(COCl)2，是丁二酸的二酰氯衍生物，常温常压下为无色液体，用作有机合成试剂。